# Rochefortia lundellii
Rochefortia lundellii är en strävbladig växtart som beskrevs av Camp. Rochefortia lundellii ingår i släktet Rochefortia och familjen strävbladiga växter. Inga underarter finns listade i Catalogue of Life.